# Ernst Sindlinger
Ernst Sindlinger (* 6. April 1883 in Ulm; † 1. Januar 1963 ebenda) war ein württembergischer Verwaltungsbeamter.

## Werdegang
Sindlinger wurde als Sohn eines Oberkontrolleurs geboren. Nach dem Besuch des Realgymnasiums trat er in den württembergischen Staatsdienst ein und studierte als stud. reg. in Tübingen. Während seines Studiums wurde er 1903 Mitglied der Burschenschaft Germania Tübingen. Seine Referendarzeit zwischen 1908 und 1910 verbrachte er am Amtsgericht Ulm und beim Oberamt Ulm, bei der Regierung des Donaukreises sowie in der Verwaltung der Gemeinden Baiersbronn und Ludwigsburg.
Nachdem er die Staatsprüfung für den höheren Verwaltungsdienst abgelegt hatte, war er zwischen 1911 und 1916 als Regierungsassessor bei den Oberämtern Gmünd, Ulm und Waldsee tätig. Von 1916 an war er Amtmann, später Oberamtmann in Ulm. 1918 ging er nach Berlin und übernahm dort zunächst eine Tätigkeit im Reichswirtschaftsministerium, ab 1919 arbeitete er für die württembergische Gesandtschaft in der Reichshauptstadt.
Nach seiner Rückkehr in die Heimat war er in den Jahren 1920/21 Hilfsberichterstatter im württembergischen Arbeitsministerium in Stuttgart. Ab 1921 war er in Ulm städtischer Rechtsrat und ständiger Stellvertreter des Oberbürgermeisters und führte ab 1924 selbst die Bezeichnung Bürgermeister. Kurz nach der Machtübernahme der Nationalsozialisten wurde er am 6. April 1933 durch den kommissarischen Staatskommissar Friedrich Foerster beurlaubt. Der Vorgang wurde tags darauf vom Ministerialdirektor und späteren Innenminister Jonathan Schmid aus politischen Gründen bestätigt. Mit Wirkung vom 16. November 1933 wurde Sindlinger durch Verfügung des Reichsstatthalters Wilhelm Murr vorzeitig in den Ruhestand versetzt.
Zwei Wochen später wurde er am 8. Dezember 1933 als Stellvertreter des Vorsitzenden des Verwaltungsrats der Pensionskasse für Körperschaftsbeamte in die württembergische Innenverwaltung übernommen. 1939 folgte die Ernennung zum Beamten auf Lebenszeit und die Beförderung zum Oberregierungsrat.
Nach Ende des Zweiten Weltkriegs wurde er zum 1. Juli 1945 von den US-Amerikanern als kommissarischer Landrat des Landkreises Ulm eingesetzt und 1946 durch allgemeine Wahlen in seinem Amt bestätigt. In dieser Funktion war er 1946 Mitglied der Vorläufigen Volksvertretung für Württemberg-Baden. 1953 wurde er auf eigenen Wunsch hin pensioniert.

## Ehrungen
- 1952: Verdienstkreuz am Bande der Bundesrepublik Deutschland